# Viški kanal
Viški kanal je ožina v Jadranskem morju na Hrvaškem. Nahaja se med Peklenskimi otoki (Pakleni otoci) na severu in otokom Vis (po katerem je kanal dobil ime) na jugu, medtem ko na vzhodu in zahodu ni prave naravne meje.
Na zahodu je odprto morje, na vzhodu pa Korčulski kanal.